# Кавабата Ясунарі
Ясунарі Кавабата (яп. 川端 康成; 11 червня 1899, Осака — 16 квітня 1972, Дзусі) — японський письменник, лауреат Нобелівської премії з літератури 1968 року. Проза Кавабати м'яка, лірична, сповнена тонких нюансів, отримала широке визнання і популярність у всьому світі. Кавабата отримав Нобелівську премію першим із японських письменників.

## Біографія
Кавабата народився в місті Осака 11 червня 1899 року в родині лікаря. Батьки рано померли й у два роки він став сиротою. Вихованням хлопця займались дідусь і бабуся по материнській лінії. 1906 року померла його бабуся, 1909 року — старша сестра, яка мешкала разом з тіткою та яку він бачив тільки раз у житті. У 15 років (1914 рік) помирає дідусь.
Утративши найближчих рідних, Ясунарі перебрався до родичів із боку матері в родину Курода. У січні 1916 року Ясунарі переїздить у шкільний гуртожиток. Закінчивши школу в березні 1917 року, він їде до Токіо, сподіваючись вступити до Дай-ічі Кото-ґакко (яп. 第一高等学校), школу при Токійському імперському університеті. Успішно склавши вступні іспити, він навчається в цьому університеті на гуманітарному факультеті за спеціальністю «англійська мова». За рік переводиться на факультет японської літератури.
Після того, як Кавабата закінчив університет 1924 року, відомий письменник Кан Кікуті робить йому пропозицію стати членом редколегії літературного журналу «Бунгей сюнджю» (яп. 文藝春秋).
Пізніше Кавабата разом зі групою молодих письменників, серед яких були Йокоміцу Рьоїті, Катаока Теппей, Накаґава Йоїті, Фудзісава Такео й інші, засновує власний журнал «Бунгей дзідай» модерністського напрямку в японській літературі під упливом письменників Заходу, особливо таких, як Джеймс Джойс і Гертруда Стайн.
1925 року приходить перший літературний успіх із виходом у світ новели «Танцівниця з Ідзу».
1931 року Кавабата одружився з Хідеко, а 1934-го  року переїжджає до Камакури, префектура Канаґава.
Письменник займався не лише художньою літературою. Він також працював репортером у газетах, у тому числі й у відомій Майніті Сімбун. Хоча Кавабата відмовлявся брати участь у мілітаристській лихоманці впродовж Другої світової війни, він не особливо переймався також повоєнними реформами. Проте Ясунарі відзначав, що як рання смерть родичів, так і війна сильно вплинули на його творчість. Він говорив, що після війни зможе писати лише елегії. Але літературознавці не помічають особливих тематичних відмінностей у творчості Кавабати довоєнного й Кавабати післявоєнного.
16 квітня 1972 року письменник помер від витоку газу у своєму будинку. Родина вважає, що смерть настала внаслідок нещасного випадку, інші — що це було самогубство. Існує багато теорій щодо причин можливого зведення рахунків із життям, серед яких називають нелади зі здоров'ям (Кавабата довідався, що хворий на хворобу Паркінсона); таємну любовну невдачу; шок від смерті друга — Юкіо Місіми. Кавабата на відміну від останнього не залишив записки. Окрім того, він не акцентував тему самогубства у своїх творах, тож його мотиви залишаються неясними. Проте, Окуно Такео — японський біограф письменника, відзначає, що йому впродовж двох-трьох сотень ночей після смерті Місіми снилися кошмари, в яких до письменника приходив дух померлого. Кавабата в останній рік життя був постійно пригніченим і часто говорив друзям про неприємні сподівання. Наприклад про те, що він сподівається, що його літак розіб'ється.

## Творчість
Ще в університеті Кавабата відновив видання університетського літературного журналу Сін-січьо («Нові хвиля думок»), який до того впродовж чотирьох років вже не працював. У цьому журналі Кавабата опублікував своє перше оповідання («Сцена з сеансу»). Навчаючись спочатку на факультеті англійської літератури, він згодом перейшов на японську. Його дипломна робота називалася «Коротка історія японського роману».
У жовтні 1924 року Кавабата з кількома друзями заснували новий літературний журнал «Бунґей дзідай». Цей журнал був реакцією молоді на стару школу японської літератури, особливо на рух, який заснований під впливом натуралізму. Водночас журнал став у опозицію до робітничого або пролетарського руху в літературі — соціалістичної/комуністичної школи. Молоді письменники притримували ідеї мистецтва для мистецтва і перебували під впливом європейських течій кубізму, експресіонізму, дадаїзму та інших модерністських стилів. Кавабата та Йокоміцу Ріїчі називали свій стиль «сінканкакуха» — стиль нових вражень.
Визнання почало приходити до Кавабати незабаром після закінчення університету й публікації низки оповідань. Після виходу в світ «Танцівниці з Ідзу» в 1926 році, Кавабата здобув популярність. У повісті розповідається про меланхолійного студента, який, подорожуючи пішки на півострові Ідзу, зустрів юну танцівницю й повернувся до Токіо в набагато кращому гуморі. Повість, присвячена зародженню статевого потягу й молодого кохання, стала знаменитою тому, що письменник використав мазки смутку і навіть гіркоти як противагу тому, що могло бути аж надто солодким. Більшість із пізніших творів Кавабати зверталися до подібних тем.
У 20-х роках Кавабата жив у плебейському районі Токіо Асакуса. Протягом цього періоду він експериментував із різними стилями письма. У романі «Асакуса куренайдан» (Червона банда Асакуси), який виходив окремими випусками в 1929—1930 роках, письменник звертається до життя напівсвіту куртизанок та інших персонажів за межею добропорядного суспільства. У цьому стилі вгадується відлуння літератури епохи пізнього Едо. З іншого боку, «Сюйсо Ґенсо» (Кришталева фантазія) — чистий потік свідомості.
В 1934 році Кавабата переїхав до Камакури, що в префектурі Канаґава, і, хоча спочатку брав активну участь у громадському житті в середовищі численних письменників та літераторів, які проживали в місті впродовж війни, під кінець життя він став сторонитися інших.
Один із найвідоміших романів Кавабати — «Країна снігів». Книга почала видаватися в 1934 році й виходила окремими випусками до 1947-го. «Країна снігів» — відверта розповідь про кохання між токійським дилетантом та провінційною гейшею. Дія роману відбувається на термальному курорті десь на півночі Японії. Роман одразу ж здобув репутацію класики. Після його публікації Кавабата став вважатися одним із найвизначніших письменників Японії.
Після Другої світової війни Кавабата продовжував із успіхом публікуватися. Серед його творів «Тисяча журавлів», «Звук гір», «Дім сплячих красунь», «Краса й смуток» та «Стара столиця».
Сам автор вважав найкращим своїм твором книгу «Мейдзін» («Майстер го»). За стилем ця повість сильно відрізняється від його інших робіт. Це напівдокументальна розповідь про визначну партію з го, яка відбулася в 1938 році. Кавабата сам освітлював хід гри для мережі газет Майнічі. Це була остання партія Хон'імбо Сюсая, яку він програв молодому претенденту. Через рік старий мейдзін помер. Хоча на перший погляд повість розповідає про напружену спортивну боротьбу, дехто з читачів убачає в ній символічну паралель із поразкою Японії у Другій світовій війні.
Дві найзначніші повоєнні книги письменника суть «Сембадзуру» (Тисяча журавлів), написана в період з 1949 по 1951 роки, та «Яма но ото» (Звук гір, 1949—1954). Центральними темами «Сембадзуру» є японська чайна церемонія та безнадійне кохання. Головний герой відчуває потяг до коханки свого померлого батька, а після її смерті, до її дочки, яка від нього утікає. Чайна церемонія використана як красиве тло бридких людських стосунків, але намір Кавабати, радше, розповісти про почуття, які викликає смерть. Посуд для чайної церемонії тривалий та вічний, в той час як люди слабкі й несталі. Теми неявного інцесту, неможливого кохання, неминучої смерті знову зустрічаються в «Яма но ото», дія якої відбувається в місті Кавабати Камакурі. Головний герой, літній чоловік, не має любові до своїх дітей і втратив будь-які почуття до дружини. Він відчуває сильний потяг до забороненого — невістки, й думки про неї переплітаються зі спогадами про інше заборонене кохання — до братової. Книга закінчується, залишаючи ситуацію нерозв'язаною.
Кавабата залишав невизначеними закінчення багатьох своїх книг, що іноді дратувало читачів та критиків. Але це був свідомий хід, оскільки автор вважав нюанси описаних подій важливішими ніж висновки. Він порівнював свій стиль письма з традиційною японською формою поезії — хайку.
Як президент японського ПЕН-клубу з 1948 по 1965 рік Кавабата сприяв численним перекладам з японської мови на мови Заходу. В 1968 році Кавабата першим із японських письменників отримав Нобелівську премію з літератури «за майстерність розповіді, яка з надзвичайною чутливістю виражає сутність японської душі». Вручаючи премію, Нобелівский комітет відзначив три повісті: «Країну снігів», «Тисячу журавлів» та «Стару столицю».
Напружену працю над новим романом в останні роки життя Кавабата Ясунарі не вдалося завершити. Письменник важко хворів, заохотився до наркотиків. Будучи у стані важкої депресії після смерті свого учня і друга Юкіо Місіми, 16 квітня 1972 р. він наклав на себе руки у відлюдному курортному містечку Дзусі, що на околиці Токіо, отруївшись газом.

### Особливості стилю Кавабата
- Щирість інтонації
- Надзвичайне бачення світу
- Національний колорит

## Українські переклади
- У 1976 році у видавництві «Дніпро» вийшла книжка Кавабати в перекладах І. Дзюба «Країна снігу» (перевидана видавництвом «Фоліо» в 2008 році). До книжки ввійшли такі твори: «Танцівниця з Ідзу», «Містечко Юміура», «Країна снігу», «Тисяча журавлів», «Добра людина», «Осінній дощ».
- Країна снігу; Тисяча журавлів: Повісті / З яп. пер. та пілям. І. Дзюб. — Київ, Видавництво Соломії Павличко «Основи», 2003. — 262 с. (Серія «Зарубіжна класика»)
  - Країна снігу. Повість
  - Тисяча журавлів. Повість
  - Іван Дзюб. Ясунарі Кавабата
- Сплячі красуні: Повість, новели / Перекл. з япон. Мирон Федоришин. — Львів, Літературна агенція «Піраміда», 2007. — 208 с. (Видавничий проект сучасної літератури «Приватна колекція». Серія: «Майстри Українського Перекладу»)
  - Сплячі красуні. Повість
  - Перший сніг на Фудзі. Новели
    - Перший сніг на Фудзі
    - Містечко Юміура
    - Алея
    - Те, чого не робив чоловік
    - Злива
    - Німий

  - Любовні новели. Новели
    - Мамине перше кохання
    - Наснилось дівчині
    - Лист про родимку
    - Дівчина з «Ластівки»
    - Чоловік каже — жінка слухає
    - Дитина
    - Вона вже йде
- Вибрані твори. / З яп. пер. І. Дзюб. — Київ, Юніверс, 2008. — 592 с. (Серія «Лауреати Нобелівської премії»).
  - Іван Дзюб. Прекрасної Японії син
  - Стугін гори. Роман
  - Давня столиця. Роман
  - Танцівниці. Роман
- Сплячі красуні; Давня столиця; Стугін гори: [повість, романи] / Я. Кавабата. — Х. : Фоліо, 2016. — 536 с. — (Б-ка Нобелівських лауреатів). — ISBN 966-03-7583-3.